# 현덕초등학교
현덕초등학교는 대한민국 경기도 평택시 현덕면 인광리에 있는 공립 초등학교이다.

## 학교 연혁
- 1934년 9월 24일 설립인가
- 1935년 4월 18일 현덕공립보통학교 개교
- 1938년 4월 1일 현덕공립심상소학교로 개칭
- 1941년 4월 1일 현덕공립국민학교로 개칭
- 1955년 4월 1일 광덕국민학교 분리 독립
- 1957년 3월 20일 가사분교장 설치
- 1958년 4월 1일 가사국민학교 분리 독립
- 1981년 10월 18일 리듬 합주부 구성
- 1982년 2월 13일 병설유치원 개설
- 1989년 6월 29일 평택 학생 체육관 준공
- 1995년 3월 1일 광덕분교장 편입
- 1996년 3월 1일 현덕초등학교로 개칭
- 2014년 2월 14일 제76회 졸업(총 6,668명)
- 2014년 3월 1일 7학급 편성(특수학급 포함), 분교 6학급
- 2014년 9월 1일 제22대 김연봉 교장 부임

## 참고 자료
- 현덕초등학교 - 한국교육학술정보원 학교알리미